# Зъбен камък
Зъбният камък представлява зъбен налеп от калциеви соли, предимно калциев фосфат и калциев карбонат, органични вещества, остатъци от храна, мъртви клетки от устната лигавица и др.

## Образуване
Зъбният камък се образува най-често под задната повърхност на долните резци и по обърнатата към бузите страна на горните кътници.
Образуването на зъбния камък протича на два стадия:
1. Натрупване на налеп по шийките на зъбите, състоящ се от муцин, отпаднали клетки от лигавицата на устата, остатъци от храна и микроорганизми. Този налеп се появява там, където зъбите не участват активно в процеса на дъвчене.
2. Импрегнация на мекия налеп с калциевите соли съдържащи се в слюнката.

## Методи за предпазване
Предпазването от зъбния камък се състои в редовна грижа за цялата устна кухина – редовно миене с четка, създаване на навик за правилно дъвчене, т.е. използването на всички зъби при сдъвкването на храната. Последното помага за естественото почистване на отлаганията по зъбите по време на хранене – хапката храна се трие в бузите, езика и зъбите. Това естествено самопочистване на зъбите и венечните повърхности се наблюдава единствено при употребата на непреработени, нерафинирани, твърди природни храни, като плодове, зеленчуци, ядки и др. Обратно, сладкишите, бонбоните, бисквитите, готвената, рафинираната и обработена храна съдействат за тяхното отслабване и заболяване.
Непочистеният зъбен камък може да предизвика възпаление на венеца, което води до пародонтит.